# Stefan Örn

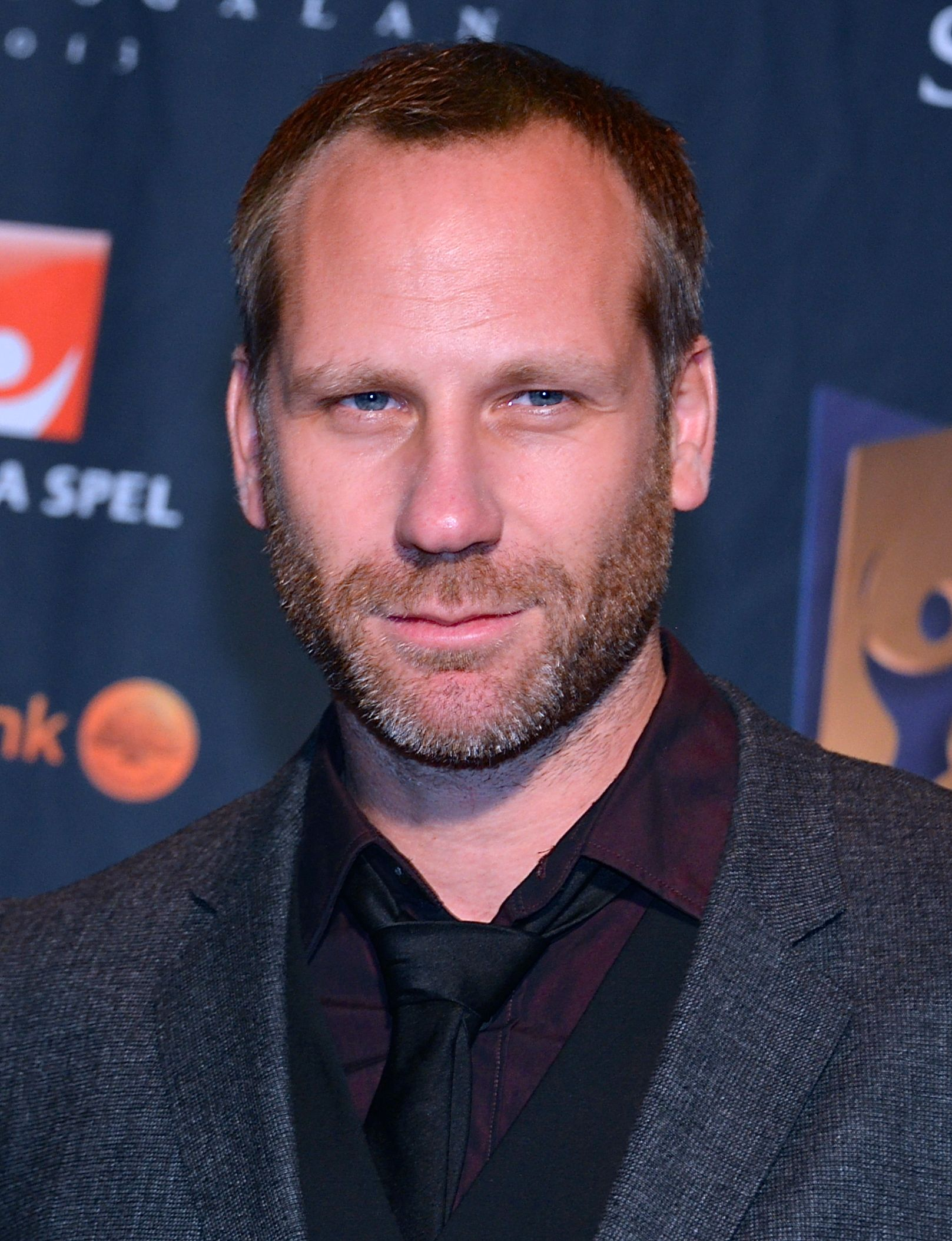

Stefan Örn (Gällstads församling, Älvsborgs län; 9 de enero de 1975) compositor y guitarrista sueco miembro del grupo Apollo Drive.
Es uno de los compositores de las canciones que representaron a Azerbaiyán en el Festival de Eurovisión en 2010 (Drip Drop), 2011 (Running Scared), ganando con ésta el concurso, y 2012 (When the music dies).
Creció en Dalstorp y jugó como futbolista con sus dos hermanos en el equipo Grimsås IF.